# Relations entre la Corée du Nord et la Guinée
Les relations entre la Guinée et la Corée du Nord font référence aux relations bilatérales entre la république de Guinée, pays d'Afrique de l'Ouest et la république populaire démocratique de Corée (communément appelée Corée du Nord), pays d'Asie de l'Est. Les deux pays sont membres du mouvement des non-alignés et du Groupe des 77.

## échange politique
Après que la Guinée ait obtenu son indépendance le 2 octobre 1958, elle a reçu la reconnaissance diplomatique de la Corée du Nord et de la Corée du Sud. Cependant, le premier président guinéen, Ahmed Sékou Touré, a commencé à poursuivre une politique étrangère de « neutralisme actif » et a donné la priorité au développement des relations avec les pays du camp socialiste, Par la suite, la Guinée a établi des relations diplomatiques avec la Corée du Nord le 8 octobre 1958. La Guinée a également été le premier pays d'Afrique subsaharienne à établir des relations diplomatiques avec la république populaire démocratique de Corée. Les relations amicales se développent sans problème. Le gouvernement guinéen soutient également la Corée du Nord au sein d'organisations internationales telles que le Mouvement des non-alignés et s'oppose à « la division de la péninsule coréenne par les pays impérialistes ». Le président guinéen Lansana Conté s'est rendu à plusieurs reprises en Corée du Nord :210, et le ministre nord-coréen des Affaires étrangères (zh) Kim Yong-nam s'est également rendu en Guinée en 1997.
En 2023, la Corée du Nord a fermé son ambassade à Conakry et la Guinée était autrefois l'un des rares pays africains à disposer d'une ambassade nord-coréenne,. La Guinée n'a pas d'ambassade en Corée du Nord et les questions liées à la Corée du Nord relèvent de la juridiction de l'ambassade de Guinée en Chine.

## partenariat technique
La Corée du Nord est soutient de long terme du développement agricole de la Guinée. En 1982, le gouvernement de la république populaire démocratique de Corée a créé l'Institut de recherche en sciences agricoles Kilisi Kim Il Sung en Guinée (Centre de recherche agronomique Kim Il Sung de Kilissi), le centre de recherche porte le nom de Kim Il Sung, le premier dirigeant suprême de la république populaire démocratique de Corée. D’ici 2022, des chercheurs nord-coréens ont aidé la Guinée à développer 30 variétés de riz, 20 variétés de maïs et 15 variétés d'arachides au centre,.

## Voir
- Relations entre la Guinée et la Corée du Sud